# 大津慶吾
大津 慶吾（おおつ けいご、1914年（大正3年）10月4日 - 1990年（平成2年）1月15日）は、日本の実業家。元北海道放送会長。

## 略歴
1914年（大正3年）10月4日、北海道函館市に生まれる。
1949年（昭和24年）、法政大学を卒業。
1951年（昭和26年）、北海道新聞東京総局長の野口小太郎の推薦により、北海道放送に入社。1961年（昭和36年）、取締役に就任。1964年（昭和39年）常務に就任。1975年（昭和50年）、副社長に就任。1979年（昭和54年）、社長に就任。1984年（昭和59年）、会長に就任。
1990年（平成2年）1月15日、死去、75歳没。

## 人物
1988年（昭和63年）に第26回衣笠賞を受賞している。